# PL/0
PL/0 je programovací jazyk podobný jazyku Pascal, navržený pro výuku konstrukce překladačů. Jazyk PL/0 je velmi zjednodušený; má pouze jednoduché proměnné, celočíselné výrazy, operátory porovnání, řídicí konstrukce begin – end, if – then, while – do a procedury bez parametrů. Kvůli těmto omezením je psaní programů v PL/0 nepraktické, lze však pro něj vytvářet jednoduché a kompaktní překladače, na kterých lze efektivně demonstrovat množství konceptů používaných při konstrukci překladačů.
Jazyk PL/0 použil Niklaus Wirth v roce 1976 pro ukázku konstrukce překladače ve své knize Algoritmy + datové struktury = programy.

## Gramatika
Syntaxi jazyka PL/0 lze popsat v EBNF takto:
```
program 
=
 
blok 
"."
 
.

blok 
=
 
[
 
"const"
 
ident 
"="
 
čí
slo 
{
","
 
ident 
"="
 
čí
slo
}
 
";"
]

       
[
 
"var"
 
ident 
{
","
 
ident
}
 
";"
]

       
{
 
"procedure"
 
ident 
";"
 
blok 
";"
 
}
 
příkaz 
.

příkaz 
=
 
[
 
ident 
":="
 
výraz 
|
 
"call"
 
ident 

           
|
 
"?"
 
ident 
|
 
"!"
 
výraz 

           
|
 
"begin"
 
příkaz 
{
";"
 
příkaz 
}
 
"end"
 
           
|
 
"if"
 
podmínka 
"then"
 
příkaz 

           
|
 
"while"
 
podmínka 
"do"
 
příkaz 
].

podmínka 
=
 
"odd"
 
výraz 
|

           
výraz 
(
"="
|
"#"
|
"<"
|
"<="
|
">"
|
">="
)
 
výraz 
.

výraz 
=
 
[
 
"+"
|
"-"
]
 
term 
{
 
(
"+"
|
"-"
)
 
term
}.

term 
=
 
faktor 
{(
"*"
|
"/"
)
 
faktor
}.

faktor 
=
 
ident 
|
 
čí
slo 
|
 
"("
 
výraz 
")"
.

```

Pro jazyk s takto jednoduchou syntaxí je poměrně jednoduché napsat analyzátor s rekurzivním sestupem. Proto se překladač PL/0 často používá při přednáškách o konstrukci překladačů. Základní PL/0 lze rozšiřovat o vlastnosti dobře známé z jiných jazyků. Studenti jej obvykle mají rozšířit o řídicí konstrukci repeat – until i o pokročilejší vlastnosti, jako je předávání parametrů procedur, datové struktury jako pole a řetězce nebo o aritmetiku v pohyblivé řádové čárce.

## Historie
V prosinci 1976 napsal Wirth malou knížečku o konstrukci překladačů, která obsahovala kompletní zdrojový kód překladače jazyka PL/0. Výše uvedená syntaktická pravidla byla převzata z prvního vydání Wirthovy knihy Compilerbau. V pozdějších vydáních této knihy (pod vlivem svého probíhajícího výzkumu) změnil Wirth syntaxi jazyka PL/0. Změnil psaní klíčových slov jako const a procedure na velká písmena. Po této změně se PL/0 více podobá jazyku Modula-2. Současně Wirthův přítel a spolupracovník C. A. R. Hoare pracoval na svém vlivném konceptu komunikace sekvenčních procesů, který pro zápis komunikačních primitiv používal vykřičník ! a otazník ?. Wirth oba symboly přidal do jazyka PL/0, ale nikde v knize neuvádí jejich sémantiku.

## Použití v vzdělávání
Původní článek o překladačích používá PL/0 pro demonstraci několika významných konceptů (postupné zjemňování, syntaktická analýza rekurzivním sestupem, EBNF, P-code, T-diagramy) studentům informatiky. Mnoho universitních přednášek o konstrukci překladačů kopíruje Wirthův přístup při používání těchto technik (viz reference níže). Klasická technika syntaktické analýzy rekurzivním sestupem je v některých přednáškách nahrazena nebo doplněna unixovým přístupem s využitím nástrojů lex a yacc (již také klasickým). Některé kurzy (PL/0 Language Tools) obsahují moderní koncepty, jako je objektově orientované programování a návrhové vzory s použitím moderních skriptovacích jazyků (Python) umožňující studentům pracovat s implementací v současném stylu programování.

## Příklady
Následující příklad používá rozšíření jazyka PL/0 nazývaného PL/0E.
```
VAR x, squ;

PROCEDURE square;
BEGIN
   squ:= x * x
END;

BEGIN
   x := 1;
   WHILE x <= 10 DO
   BEGIN
      CALL square;
      ! squ;
      x := x + 1
   END
END.

```

Tento program vypíše druhé mocniny čísel 1 až 10. Vykřičník se dnes obvykle nahrazuje voláním procedury WriteLn.
Následující příklad byl převzat z druhého vydání Wirthovy knihy Compilerbau, vydané v roce 1986 v Německu:
```
CONST

  
m
 
=
  
7
,

  
n
 
=
 
85
;

VAR

  
x
,
 
y
,
 
z
,
 
q
,
 
r
;

PROCEDURE
 
multiply
;

VAR
 
a
,
 
b
;

BEGIN

  
a
 
:=
 
x
;

  
b
 
:=
 
y
;

  
z
 
:=
 
0
;

  
WHILE
 
b
 
>
 
0
 
DO
 
BEGIN

    
IF
 
ODD
 
b
 
THEN
 
z
 
:=
 
z
 
+
 
a
;

    
a
 
:=
 
2
 
*
 
a
;

    
b
 
:=
 
b
 
/
 
2

  
END

END
;

PROCEDURE
 
divide
;

VAR
 
w
;

BEGIN

  
r
 
:=
 
x
;

  
q
 
:=
 
0
;

  
w
 
:=
 
y
;

  
WHILE
 
w
 
<=
 
r
 
DO
 
w
 
:=
 
2
 
*
 
w
;

  
WHILE
 
w
 
>
 
y
 
DO
 
BEGIN

    
q
 
:=
 
2
 
*
 
q
;

    
w
 
:=
 
w
 
/
 
2
;

    
IF
 
w
 
<=
 
r
 
THEN
 
BEGIN

      
r
 
:=
 
r
 
-
 
w
;

      
q
 
:=
 
q
 
+
 
1

    
END

  
END

END
;

PROCEDURE
 
gcd
;

VAR
 
f
,
 
g
;

BEGIN

  
f
 
:=
 
x
;

  
g
 
:=
 
y
;

  
WHILE
 
f
 
#
 
g
 
DO
 
BEGIN

    
IF
 
f
 
<
 
g
 
THEN
 
g
 
:=
 
g
 
-
 
f
;

    
IF
 
g
 
<
 
f
 
THEN
 
f
 
:=
 
f
 
-
 
g

  
END
;

  
z
 
:=
 
f

END
;

BEGIN

  
x
 
:=
 
m
;

  
y
 
:=
 
n
;

  
CALL
 
multiply
;

  
x
 
:=
 
25
;

  
y
 
:=
  
3
;

  
CALL
 
divide
;

  
x
 
:=
 
84
;

  
y
 
:=
 
36
;

  
CALL
 
gcd

END
.

```

## Oberon-0
V třetím a posledním vydání své knihy o konstrukci překladačů nahradil Wirth PL/0 jazykem Oberon-0. Přestože je jazyk Oberon-0 mnohem složitější než PL/0, v knize je obsažen jeho kompletní překladač. Oberon-0 mimo jiné dovoluje použití polí, záznamů, deklarací typů a parametrů procedur. Vydavatelství Addison-Wesley nepokračuje ve vydávání Wirthových knih, ale Wirth v roce 2005 upravil třetí vydání své knihy a výsledek publikoval na internetu.